# Vincentas Lamanauskas
Vincentas Lamanauskas (* 4. Juni 1967 in der Rajongemeinde Panevėžys) ist ein litauischer Bildungswissenschaftler, Professor an der Šiaulių universitetas, ehemaliger Politiker, Vizeminister.

## Leben
Nach dem Abitur an der Mittelschule absolvierte er 1991 das Diplomstudium der Chemie-Biologie an der Fakultät für Natur und Geografie der Vilniaus pedagoginis universitetas.
Von 1991 bis 1993 arbeitete er  als Lehrer in Vadokliai und von 1993 bis 1997 leitete die Antanas-Belazaras-Hauptschule in Upytė bei Panevėžys. Von 1997 bis 1998 war er stellv. Bildungsminister. Von 1998 bis 1999 leitete er als Direktor die Jonas-Basanavičius-Mittelschule in Vilnius. Von 1998 bis 2002 lehrte er an der Šiaulių universitetas in Šiauliai.
Von 2003 bis 2007 war er Mitglied im Rat der Stadtgemeinde Šiauliai.
Lamanauskas ist Mitglied von Partija "Jaunoji Lietuva". Er war Mitglied von Lietuvos krikščioniškosios demokratijos partija.